# 哈康四世
哈康·哈康森（古諾斯語：Hákon Hákonarson，挪威語：Håkon Håkonsson，1204年3月或4月－1263年12月16日），在挪威內戰時期曾成為挪威國王（1217年－1263年），是為哈康四世，又名老哈康，以識別他與他同名的長子。他的統治時期開始在挪威歷史上稱為內戰時代的後期階段，一共持續46年，比自金髮哈拉爾以來的任何挪威國王都要長。虽然哈康四世出生於挪威陷入困境的內戰時期，但他的統治最終成功地結束內部衝突。在他的統治開始時，因為當時年幼，由他後來的競爭對手斯庫勒·巴爾德森擔任攝政。作為樺樹皮鞋黨的國王，哈康四世於1227年成天功平定牧杖黨最後一位王位覬覦者西居爾·羅布的起義。斯庫勒·巴爾德森於1239年宣布自立為國王以反對國王哈康四世的統治，但是一年後（1240年）被哈康四世殺死而終結挪威內戰時期。哈康四世此後正式任命自己的兒子為他的共治國王。
在哈康四世的統治下，中世紀的挪威被認為被推到頂峰或黃金時代。儘管當時與教宗及神聖羅馬帝國皇帝存在衝突，但他的聲譽和強大的海軍艦隊使他能夠與他們保持友誼。哈康四世曾在不同原因由教宗提供皇冠加冕，由愛爾蘭國王代表團提供愛爾蘭高王的榮譽，並為法國國王指揮法國十字軍艦隊。哈康四世通過將當代歐洲文學導入並翻譯成古諾斯語，並通過建造具有紀念意義的歐式石頭建築，擴大了歐洲文化在挪威的影響力。與此同時，他採取積極和進取的外交政策，並在他的統治結束時將冰島和北歐格陵蘭島上的社區加入他的王國，使挪威的領土處於最高峯。雖然他當時設法確保挪威控制大不列顛北部和西部海岸的島嶼，但當時蘇格蘭王國亦在擴張，當兩國進行數次軍事交戰後，哈康四世在奧克尼群島過冬時病倒並逝世。

## 歷史來源
關於哈康四世的主要歷史來源是哈康·哈康森薩迦，它是在哈康四世逝世之後的幾年寫成的。由他的兒子馬格努斯委託冰島作家和政治家史圖拉·索達松（著名歷史學家斯諾里·斯蒂德呂松的侄子）撰寫。在與冰島的皇室代表發生衝突後，史圖拉於1263年來到挪威，企圖與哈康四世和解。當他到達時，他得知哈康四世在蘇格蘭，並且由其子馬格努斯當時統治著挪威。雖然馬格努斯最初對史圖拉採取不友善的態度，但他作為故事講述者和吟遊詩人的才能最終贏得馬格努斯及其手下的青睞。該薩迦被認為是關於挪威國王的所有薩迦中最詳盡和最可靠的，因為它基於書面檔案材料和來自哈康四世四周的人的口述。儘管如此，此薩迦還是公開支持斯韋雷王朝的政治計劃，以及哈康四世王權的合法性。

## 背景與早年

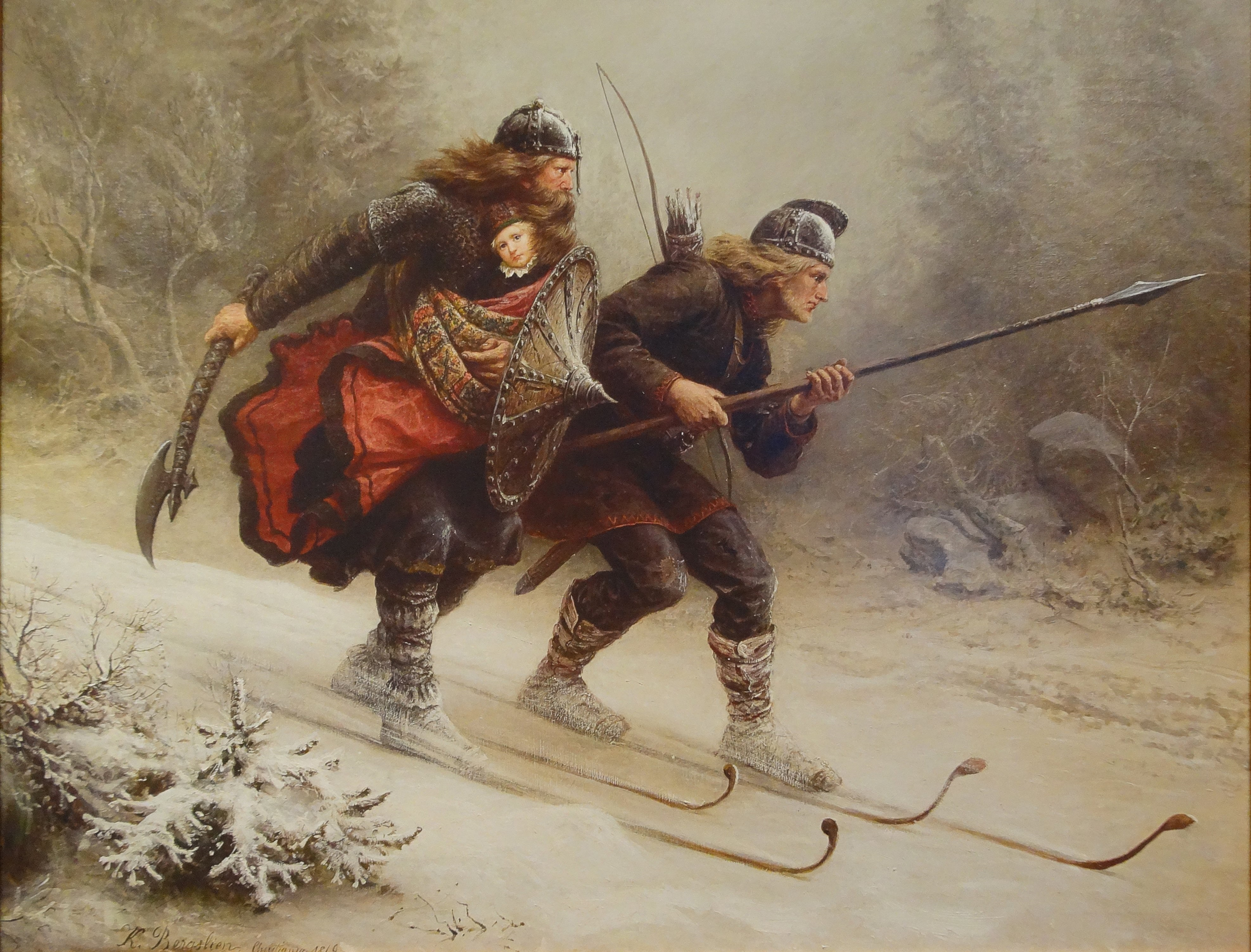
19世紀對樺樹皮鞋黨將嬰兒哈康帶到安全之地的印象 (克努茲·貝格斯林)

哈康·哈康森於1204年夏天（可能是在3月或4月）出生於Folkenborg（現在的埃德斯貝格）。哈康·哈康森是父親哈康三世與妾侍瓦爾特格的英嘉所生的遺腹子。當時樺樹皮鞋黨的領袖正在與牧杖黨在持續的內戰中，因為英嘉在1203年末與哈康三世在博格（現在的薩爾普斯堡）的宿處裡在一起。當兒子哈康·哈康森出生時，哈康三世已經逝世，英嘉聲稱哈康·哈康森是哈康三世的兒子，並得到哈康三世的一些追隨者的支持。哈康·哈康森出生在牧杖黨控制的領地，而他母親的聲稱使他們母子二人處於危險的境地。當牧杖黨開始狩獵哈康時，一群樺樹皮鞋黨戰士在1205/06年冬天與孩子一起逃亡，前往尼德羅斯（現在的特隆赫姆）前往投靠樺樹皮鞋黨擁立的國王英格·巴爾德森。當他們受到暴風雪的襲擊時，兩位最好的樺樹皮鞋黨滑雪者Torstein Skevla和Skjervald Skrukka繼續帶著孩子滑雪橫過雪山從利勒哈默爾到厄斯特達爾。他們最終能夠將哈康·哈康森帶到英格二世統治的安全地帶；這次特別的逃亡成為現代挪威流行的年度滑雪活動Birkebeinerrennet以作紀念。哈康四世的戲劇性童年常常與前任國王奧拉夫·特里格維松（他將基督教引入挪威），以及將福音書及孩童耶穌相提並論，後者對哈康四世的王權起著重要的意識形態作用。
在薩迦中，哈康四世被描述從小已經是聰明而機智。當他三歲的時候，哈康·哈康森被牧杖黨抓獲，但拒絕稱呼牧杖黨國王菲利普·西蒙森為主人（儘管如此他仍然沒有受到傷害）。當他在八歲時得知國王英格二世和他的兄弟伯爵瘋狂哈康已經就排除自己的王位繼承權達成協議時，哈康·哈康森指出該協議無效，因為他的代表沒有出席會議。隨後，他宣稱自己的代表是“上帝和聖奧拉夫”。最特別的是哈康·哈康森是第一位在學校接受正規教育的挪威國王。從內戰時期後期開始，政府管理部門越來越依賴書面交流，這反過來要求有文化的領導者。當哈康·哈康森在瘋狂哈康在卑爾根照顧時，他從7歲開始接受教育，可能是在卑爾根大教堂學校。伯爵瘋狂哈康於1214年去世後，他繼續在英格二世照顧下到特隆赫姆大教堂學校接受教育。哈康·哈康森與英格二世的兒子古托姆一起長大，他們接受同樣的對待 。當他十一歲的時候，哈康·哈康森的一些朋友挑釁國王，要求國王英格二世給哈康一個地區去治理。當哈康·哈康森被這些人接近並被敦促拿起武器對付英格二世時，哈康·哈康森拒絕，部分原因是因為他年紀輕且前景並不太好，以及因為他認為與英格二世戰鬥會因此分裂樺樹皮鞋黨。相反，他說在祈禱時向上帝祈求在時機成熟的時候讓他分享父親留下的遺產。

## 統治時期

### 繼位風波
當國王英格二世於1217年去世後，繼任者的爭議便出現。除了哈康·哈康森獲得大多數樺樹皮鞋黨（包括在他父親和祖父之下服役的退伍軍人）的支持外，候選人還包括英格二世的私生子古托姆（很快便遭否決）、英格二世同父異母兄弟伯爵斯庫勒·巴爾德森（曾經在英格二世臨終時被任命為國王侍衛的首領，並得到尼達洛斯大主教和部分樺樹皮鞋黨人支持）以及瘋狂哈康的兒子克努特·哈康森 。由於他在特倫德拉格和西挪威有廣泛支持，哈康·哈康森於1217年6月在Øyrating被宣佈成為國王。同年晚些時候，他又在卑爾根Gulating，以及在約塔河以東的當地議會Haugating及Borgarting被推舉為國王。雖然斯庫勒·巴爾德森的支持者最初試圖對哈康四世的王室血統表示懷疑，但他們最終還是沒有公開對他的候選人資格作出質疑。由於爭議可能已經威脅要將樺樹皮鞋黨分裂，因此斯庫勒·巴爾德森決定在哈康四世尚未成年的時候成為他的攝政。
關於王位繼承的爭議，哈康四世的母親英加須在1218年通過卑爾根的神明裁判來證明兒子的王室血統。神明裁判的結果加強了哈康四世的王權在法律上的基礎，並改善他與教會的關係。該薩迦聲稱哈康四世已經於1217/18年間被普遍接受成為挪威國王，但是現代歷史學家如斯韋雷·巴格亦對此提出質疑。斯庫勒·巴爾德森和哈康四世在他們的政府中越來越分散，斯庫勒·巴爾德森主要集中在1220年之後管理東挪威，他在1218年獲得統治三分之一挪威王國的權利。從1221年到1223年，哈康四世和斯庫勒·巴爾德森分別發出作為挪威統治者的信件，並在國外保持著官方聯繫。1223年，在卑爾根舉行一場包括主教、神職人員、世俗貴族和其他來自全國各地的高級人物的會議，最終決定哈康四世的王位權利。其他王位繼任候選人都親自或通過代表出席，但哈康最終被法院一致確認為挪威國王。
最後的牧杖黨國王菲利普·西蒙森於1217年去世。斯庫勒·巴爾德森迅速的政治和軍事行動導致伯克比爾和牧杖黨之間的和解，從而使王國重新統一。然而，牧杖黨中的一些不滿分子發現一個新的王位覬覦者西居爾·羅布，並從1219年開始新的起義。這種起義只獲得東挪威部分地區的支持，並且無法控制維肯和奧普蘭這些作為以前牧杖黨控制地區。1223年的夏天，斯庫勒·巴爾德森最終設法迫使西居爾·羅布支持者投降。不久之後，在卑爾根舉行的偉大會議重新開始挪威王國與斯庫勒·巴爾德森的分裂，儘管他取得軍事勝利，斯庫勒·巴爾德森後來只控制該國北部三分之一地區而不是東部。1224年，一直被斯庫勒·巴爾德森拘留的西居爾·羅布逃脫，而哈康四世只好以東挪威新統治者而被迫獨自與西居爾·羅布作戰。在整個戰爭的剩餘時間裡，斯庫勒·巴爾德森仍然處於被動狀態，他對哈康四世的支持充其量是不冷不熱。假如軍隊在戰鬥中處於領先地位，哈康四世在未來幾年通過全面和有組織要求的戰爭擊敗西居爾·羅布。作為戰役的一部分，哈康四世還於1225年率領一支龐大的軍隊進入瑞典的韋姆蘭，以懲罰當地居民對西居爾·羅布的支持。雖然西居爾·羅布於1226年去世，但要在起義的最後一位領導人瘋狂哈康的兒子克努特·哈康森投降後，暴亂最終才於1227年被平定。這使得哈康四世或多或少地成為無可爭議的君主。

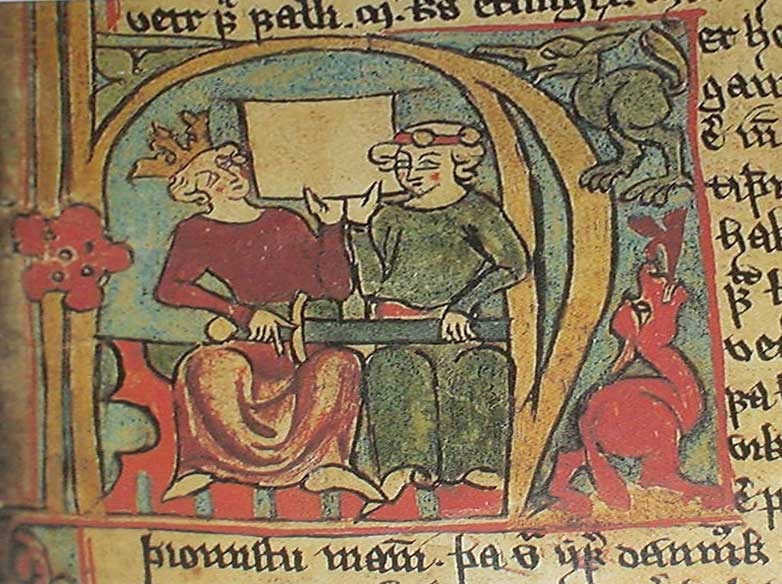
來自14世紀的冰島弗拉泰書內的哈康四世和斯庫勒·巴爾德森繪像。

1219年，哈康四世的幕僚試圖通過提議哈康四世和斯庫勒·巴爾德森的女兒瑪格麗特·斯庫勒斯多塔結婚來調和二人之間的關係。哈康四世接受這個提議（儘管他認為這不會在政治上有太大變化），但是哈康四世和瑪格麗特之間的婚姻並沒有在1225年之前舉行，部分原因是與西居爾·羅布發生衝突。然而，1230年代期間，哈康和斯庫勒之間的關係進一步惡化，1233年和1236年的會議上試圖使他們和解，可是卻令二人之間的更疏離。他們二人雖然定期地進行和解並且花很多時間一起相處，但是卻令他們的友誼破滅。根據薩迦，傳聞和謠言所產生的陰謀導致兩人爾虞我詐、互相攻擊。斯庫勒·巴爾德森是挪威有史以來於1237年第一位被命名為公爵（hertug）的貴族，但不代表他可以對某地區獲得控制權而是分散地獲得整個挪威的三分之一收入的權利。這是哈康四世試圖限制斯庫勒·巴爾德森勢力其中一項措施。1239年，當斯庫勒·巴爾德森自封為國王時，兩人之間的衝突導致戰爭爆發。雖然斯庫勒·巴爾德森在特倫德拉格、奧普蘭和維肯東部獲得一些支持，但他無法抵抗哈康四世的部隊。當斯庫勒·巴爾德森在1240年被殺時，叛亂便告結束，使哈康四世成為無可爭議的挪威國王。這場叛亂通常標誌著挪威內戰時代的最終結束。

### 教宗認可
挪威教會最初拒絕承認哈康四世為挪威國王，但後來發生分歧，挪威教會於1223年的會議上很大程度上轉向支持他對王位的要求。在1240年後他還成為無可爭議的挪威統治者，但由於哈康四世是私生子，哈康四世還沒有被教宗認可成為挪威國王。儘管如此，哈康四世還是有強烈的個人願望，希望可以被完全認可為歐洲國王。幾個教宗特使被任命調查此事，哈康四世宣布他的合法兒子幼王哈康成為他的繼任人而非他年長的非婚生兒子。儘管哈康四世在與瑪格麗特婚前與他的情婦有數名孩子，根據教宗的認可只有他與瑪格麗特所生的孩子被指定為他的繼承人。因此，天主教的婚生子女原則確立挪威的繼承順序，儘管哈康四世仍然認為新法律賦予在沒有任何婚生兒子或孫子情況下，非婚生兒子仍可以被指定為繼承人-這是違背天主教原則。雖然哈康四世強勢的地位使他能夠為教會的政治影響地設定界限，但另一方面，哈康四世仍準備給教會在內政和與農村社會的關係方面有更大的自主權。
哈康四世還試圖通過發表十字軍誓言以加強與教宗之間的聯繫 。然而，他於1241年根據蒙古侵入歐洲的契機，將其轉變為對北方的異教徒進行戰爭誓言。當一群卡累利阿人（“Bjarmians”）被蒙古人逼向西方遷徙時，哈康四世允許他們留在瑪拉根度並讓他們接受基督教教化以博取教宗滿意。後來，法國的路易九世（由馬修·巴黎作為信使）於1248年向哈康四世提出由哈康四世作為艦隊的指揮官與他一起參加十字軍東征的要求，但是哈康四世拒絕。雖然哈康四世未能成功獲得教宗額我略九世的認可，但他很快得到新任教宗諾森四世的支持，後者正在與神聖羅馬皇帝腓特烈二世的鬥爭中尋求同盟。1246年，哈康四世最終獲得諾森四世的皇室認可，而莫德納的威廉樞機於1247年被派往卑爾根為哈康四世加冕。

### 文化影響和法律改革

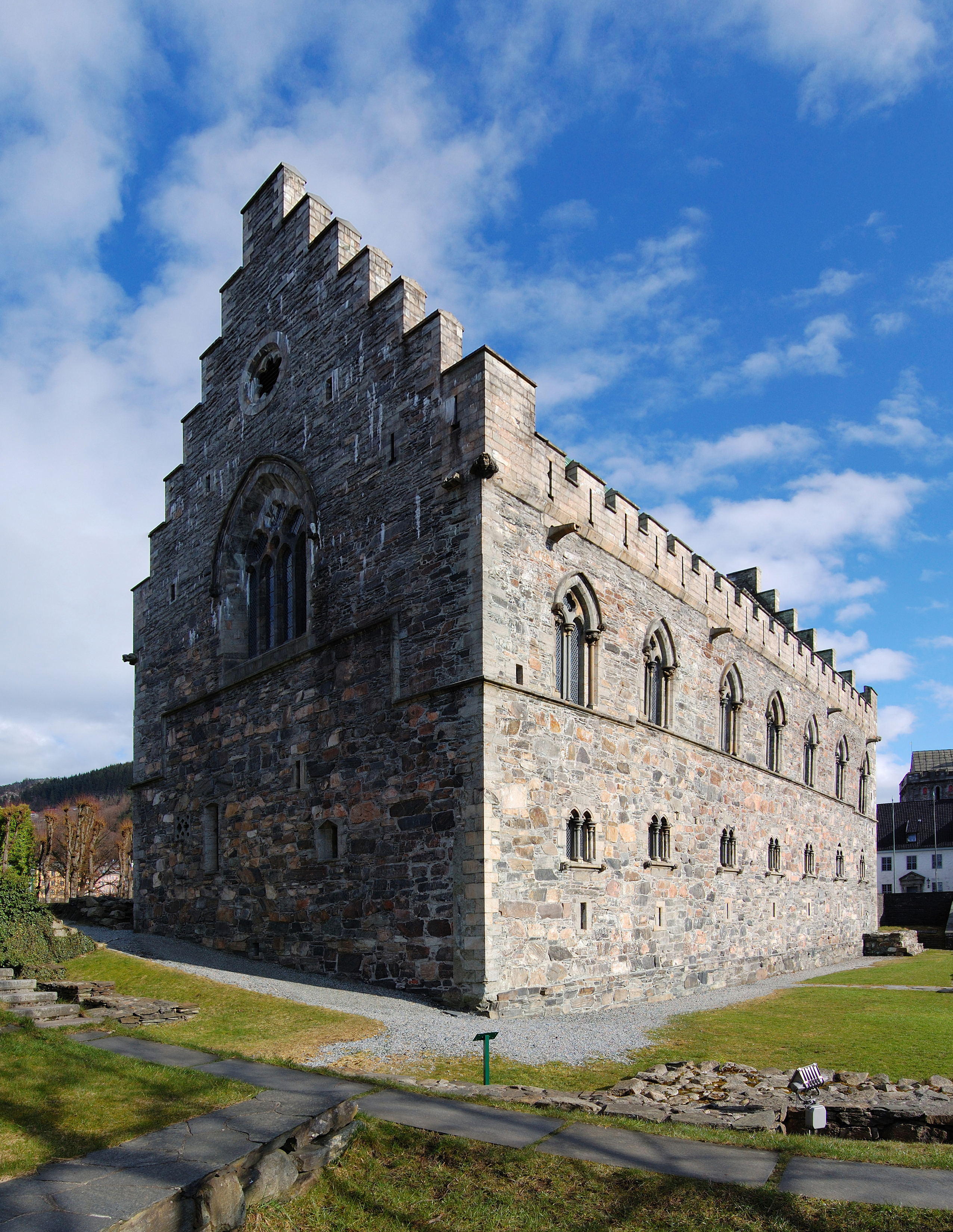
建於13世紀中葉的哈康禮堂

哈康四世在1240年鞏固其王位後，他受到與歐洲文化日益密切接觸的影響，專注展示王權的至高無上。哈康四世開始建造幾座紀念性的皇家建築，主要是在卑爾根興建歐洲風格的石頭建成的皇室莊園—卑爾根要塞。在與其他斯堪的納維亞統治者會面時，哈康四世使用莊嚴的皇家船隊，並積極向其他歐洲統治者發送信件和禮物；最遠的接觸是派遣使節向突尼斯蘇丹送上海東青。
在卑爾根的王室官員亦引入及翻譯第一部真正的歐洲文學，這些文學可供更廣泛的挪威民眾參閱。當時流行的文學是來自法國的英雄浪漫主義文學，或是來自英國王室，特別是有關查理曼的武功歌（法蘭西素材）和亞瑟王的故事（大不列顛素材）。據記載，第一部被翻譯成古諾斯語的作品是亞瑟王的浪漫故事崔斯坦和伊索德，是於1226年根據年輕及新婚的哈康四世的命令完成。哈康四世的規劃似乎促使一種新的挪威式俠義傳奇凡湧現。
哈康四世還將受歡迎的宗教文本異世界幻視譚翻譯成古諾斯語成為Duggals leiðsla。文學作品也吸引女性，哈康四世的妻子瑪格麗特和他的女兒挪威的克里斯蒂娜都擁有許多華麗插圖的聖詠經。
哈康四世還啟動法律改革，這對於挪威的司法發展至關重要。哈康四世於1260年左右寫的“新法”是公共司法理念和實踐的突破，而不是傳統挪威習俗的爭鬥和報復。哈康四世的王鏡（Konungsskuggsjá）也顯示改革的影響，這是一份專門為他兒子馬格努斯六世的寫成的教育文本，可能是在1250年代中期與皇家官員合作撰寫的。

### 國外參與
從一開始，挪威對瑞典和丹麥兩國關係都充滿敵意。在與斯庫勒·巴爾德森的競爭中，斯庫勒試圖獲得丹麥國王瓦爾德馬二世的支持，但在瓦爾德馬二世被侯詩威林伯爵亨立克俘虜後，斯庫勒無法獲得任何援助。由於丹麥人想要挪威的主權並支持歸爾甫派（那些支持教宗而不是神聖羅馬帝國皇帝），哈康四世反過來尋求與归尔甫派和吉伯林派皇帝腓特烈二世建立更緊密的聯繫，後者派遣大使前往挪威。由於哈康四世因其艦隊的實力而獲得強大的聲譽，其他歐洲統治者希望從與他的友誼中獲得利益。儘管教宗和皇帝之間的鬥爭，哈康四世能夠與兩者保持友誼。根據英國編年史家的說法，教宗希望哈康四世成為神聖羅馬帝國皇帝 。有人認為，由於蒙古人的威脅，哈康四世對離開挪威猶豫不決。
哈康四世奉行多方向活躍的外交政策（儘管最重要的是西面和東南面）。在東北面，由於對薩米人的徵稅權以及挪威和卡累利阿雙方的襲擊事件而發生爭執，與諾夫哥羅德的關係一直很緊張。最終，蒙古人威脅迫使諾夫哥羅德王公亞歷山大·涅夫斯基與哈康四世談判，此可能加強挪威對特羅姆斯和芬馬克的控制。來自諾夫哥羅德的使團有一次要求與哈康四世的女兒克里斯蒂娜聯姻，但由於蒙古人的威脅，哈康四世拒絕其請求。因為以約塔河為基地的挪威人時常在瑞典南部海域和波羅的海出沒，挪威越來越依賴於來自於呂貝克的波羅的海穀物。然而，由於呂貝克來的船隻在丹麥海域掠奪挪威船隻，導致進口於1240年代後期停止。1250年，哈康四世與呂貝克簽訂和平與貿易協議，最終還將卑爾根開放給漢薩同盟 。據記載，在衝突期間，哈康四世曾被神聖羅馬帝國皇帝腓特烈二世授予該城市的控制權。在任何情況下，哈康四世對於德國北部港口的政策主要源於他試圖利用丹麥國王瓦爾德馬二世於1241年逝世後的丹麥爆發內亂因而作出的策略。
在斯堪的納維亞半島，從1240年代末到1250年代，哈康四世經常在約塔河周邊地區與鄰近的統治者會面。據報導，哈康四世使用大型艦隊作為特使，他的艦隊最多為300多艘的船隻。哈康四世試圖將他的王國南部彊域擴展到丹麥的哈蘭。因此，他尋求與瑞典人聯盟，以及與丹麥君主直系的反對者聯繫。1249年，哈康四世與瑞典領導人伯爵比爾耶爾達成有關瑞典-挪威聯合入侵哈蘭和斯堪尼亞的協議，但該協議最終被瑞典人放棄（參見拿道薩條約）。哈康四世於1253年主張擁有哈蘭主權，並於1256年以要求賠償在丹麥海域搶劫挪威船隻而親自帶兵入侵該地。然而，在與丹麥國王克里斯托弗一世達成和平協議後，他於1257年被迫放棄他的主張。哈康四世此後與他的唯一剩下的兒子馬格努斯與前丹麥國王埃里克四世的女兒英格堡之間的婚姻進行了談判。當他的兒子幼王哈康與比爾耶爾的女兒結婚時，哈康四世也曾與瑞典人和解。哈康四世的北歐政策引發形成後來的共主邦聯（稱為卡爾馬聯盟），最終對挪威產生可怕的後果，因為它沒有經濟和軍事資源來堅持和維持哈康四世的進取政策。
更長遠的是，哈康四世尋求與卡斯蒂利亞國王阿方索十世建立聯盟，後者是下一任神聖羅馬帝國皇帝的候選人，這主要是因為阿方索十世將保證在英格蘭價格上漲的情況下，提供新的糧食供應，並可能通過挪威以得到呂貝克從而取得波羅的海的糧食。反之，阿方索十世尋求擴大在北歐的影響力，以及尋求挪威的海軍援助為他在摩洛哥進行的遠征或十字軍運動（看到伊比利亞的摩爾人從北非獲得海外支持）。因此，哈康四世可能也為了履行他對教宗誓言，儘管他可能並不打算這樣做。他於1255年派遣使節前往卡斯蒂利亞，隨後帶同卡斯蒂利亞使節返回挪威，並倡議與哈康四世建立“最強大的友誼關係”。應阿方索十世的請求，哈康四世同意他的女兒克里斯蒂娜可以去卡斯蒂利亞嫁給阿方索十世其中一名兄弟。然而，克里斯蒂娜於四年後的去世，婚姻並無子女。標誌著短暫“聯盟”的已經結束，並且提出的十字軍東征亦無疾而終。

### 蘇格蘭遠征和逝世

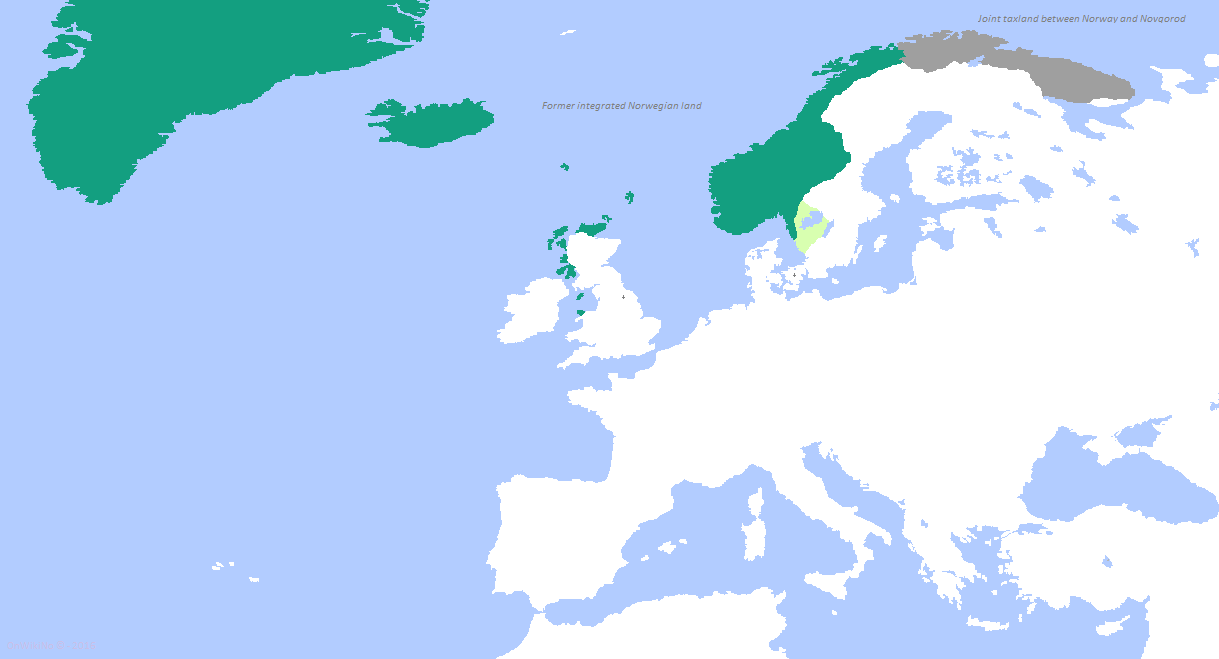
中世紀挪威最大版圖是大約在哈康四世去世時。

哈康四世采取積極和進取的外交政策，加強挪威與西方的關係。他的政策依賴於與英格蘭國王的友誼和貿易；第一個已知的挪威貿易協定是於1217年至1723年期間與英格蘭簽訂的（英格蘭的第一個商業條約也是與挪威簽訂的），與英格蘭國王亨利三世的友誼是哈康四世外交政策的基石。當他們在同一時間成為國王時，哈康四世於1224年寫信給亨利三世，希望他們能夠保持他們父輩之間存在的友誼。哈康四世試圖捍衛挪威對西部島嶼的主權，即赫布里底群島和萌島（在群島王國統治之下），設得蘭群島和奧克尼群島（在奧克尼伯國統治之下）以及法羅群島。此外，格陵蘭的挪威社區同意於1261年向挪威國王提出申請，並且哈康四世於1262年實現他長期以來的雄心壯志，當時他通過利用島上的內部衝突以幫助冰島融入他的王國。對挪威海上貿易的依賴及其對尼達洛斯教區的從屬關係是使哈康四世主張對這些島嶼擁有主權的主要原因之一。哈康四世統治時期的挪威王國是迄今為止最大的王國版圖。
由於卑爾根作為交易中心的重要性，挪威對法羅群島和設得蘭群島的控制很強，而奧克尼群島、赫布里底群島和萌島卻自然地與蘇格蘭大陸有更多聯繫。雖然傳統上挪威與蘇格蘭北部的北歐定居者社區有着聯繫，隨着蘇格蘭統治者越來越多地宣稱他們對整個大陸的主權。與此同時，哈康四世與自赤腳王馬格努斯三世以來的任何挪威統治者相比，對赫布里底群島和萌島的控制力更強。作為新發展的一部分，蘇格蘭國王亞歷山大二世宣稱赫布里底群島是領土並要求從挪威手上購買這些島嶼，但哈康四世堅決拒絕這些建議。在亞歷山大二世逝世後，他的兒子亞歷山大三世繼續並於1261年派遣使節前往挪威，然後襲擊赫布里底群島，從而跟隨父親的政策。
1263年，與蘇格蘭國王對赫布里底群島的爭執導致哈康四世前往這些島嶼進行遠征。在1262年了解到蘇格蘭貴族襲擊赫布里底群島並且亞歷山大三世計劃征服這些島嶼後，哈康四世於1263年與他至少120艘船的強大雷丹艦隊進行了一次遠征，已經習慣以令人生畏的艦隊作為談判的強力支持。該艦隊於7月離開卑爾根，8月抵達設得蘭群島和奧克尼群島，在那裡他們與赫布里底群島和人類的酋長們一同前往。亞歷山大三世在挪威艦隊登陸蘇格蘭大陸後開始談判，但和談被蘇格蘭人故意拖延。由於天氣給哈康四世的艦隊造成麻煩，等到9月/ 10月，一支規模較小的挪威部隊和一支蘇格蘭部隊在拉格斯戰役中發生衝突。雖然沒有定論誰勝誰負且影響有限，但哈康四世在冬季撤回奧克尼。一個愛爾蘭國王的代表團邀請哈康四世成為愛爾蘭的高王以爭取他幫助他們擺脫愛爾蘭的英國移民，但這顯然並不符合哈康四世的期望而被拒絕。
哈康四世在奧克尼群島柯克沃爾的主教宮殿過冬，計劃明年恢復遠征活動。然而，他在柯克沃爾逗留期間患病，並於1263年12月16日凌晨去世 。哈康四世的遺體被埋葬在柯克沃爾的聖馬格努斯大教堂過冬。當春天來臨時，遺體被挖掘出來並將其運回挪威，遺體被埋葬在首都卑爾根的舊大教堂裡。幾個世紀之後，大教堂於1531年而被卑爾根指揮官埃斯克·比爾拆毀以用於軍事用途，與新教宗教改革有關，哈康四世和其他在那裡的挪威國王的墳墓可能已被摧毀，或搬到另一個地方。

## 對哈康四世的評價
挪威歷史學家對哈康四世統治持有不同觀點。在19世紀，歷史學家蒙克將哈康四世描繪成一個強大的，幾乎無懈可擊的統治者，這反過來影響亨利克·易卜生在他1863年的戲劇“覬覦王位的人”。在20世紀初期，詩人漢斯·E·金克反駁並認為哈康是一個從屬於他無法控制的力量的無足輕重的國王，這種觀點影響了哈爾夫丹·考特和老愛德華·布爾等歷史學家 。哈康四世被經常與斯庫勒·巴爾德森進行比較，歷史學家在這古舊的衝突中站在其中一方。雖然蒙克認為斯庫勒·巴爾德森對於合法的挪威國王是叛徒，但考特認為斯庫勒·巴爾德森是一位英雄人物。在更粗略的理由上，金克稱讚斯庫勒·巴爾德森代表原始和垂死的北歐文化，而哈康四世則是外國文化膚淺的模擬者。自20世紀60年代以來，包括Narve Bjørgo、Per Sveaas Andersen、克努特·赫勒、Svein Haga和凱爾·蘭登在內的歷史學家反過來聲稱對考特的觀點有所反應。根據斯韋雷·巴格的說法，現代歷史學家傾向於跟隨考特，因為看到斯庫勒·巴爾德森的反叛是最後一次絕望的企圖阻止哈康四世侵犯他的權力，但更接近蒙克對這兩個人的整體評價。
克努特·赫勒解釋這個薩迦讓斯庫勒成為一名嫻熟的戰士和政治家，同時注意到該薩迦的作者故意在與哈康四世的衝突中創造他一個分散投射的形象。另一方面，赫勒指出哈康四世的支持者於1217年之後相對輕鬆地將斯庫勒擊敗，這可能暗示他能力有限。雖然沒有寫出哈康四世的清晰畫面，但赫勒堅持認為哈康四世“顯然”學會早年掌握的政治遊戲。他將哈康四世解釋為一個獨立而有主見的統治者，他為其統治期間所追求的政策賦予“重大的個人責任”-特別是關於王權的內部鞏固、對歐洲文化的定位和積極進取的外交政策。在他的挪威傳記百科全書的文章中，克努特·赫勒承認哈康四世在其統治結束時受到了王權的強大體制度地位（應該注意到他已經將自己成長），並且他的政策並不總是成功。儘管如此，赫勒仍然承認哈康四世必須擁有實質性的政治能力和強大決心才能從他開始執政的困境中取得進展。

## 家庭

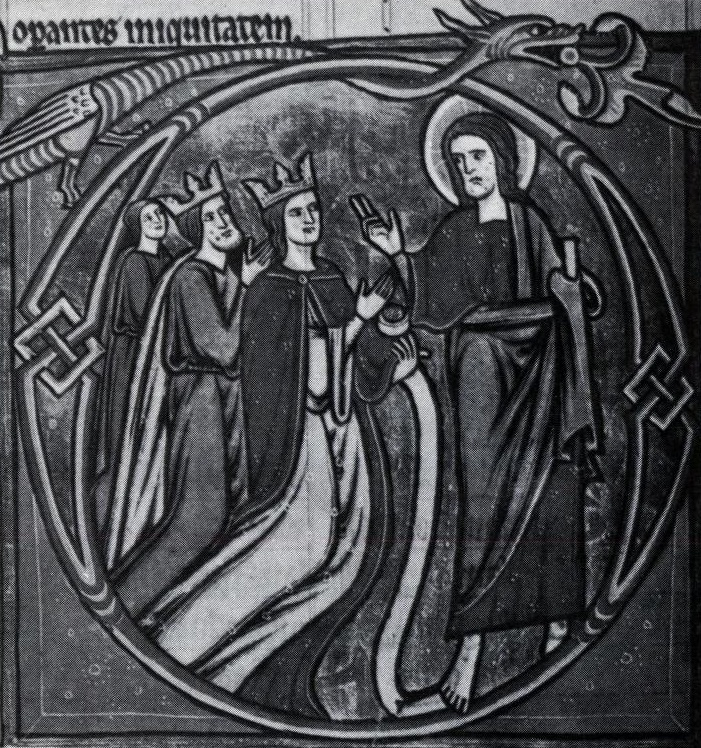
哈康四世、瑪格麗特及幼王哈康在瑪格麗特所擁有的聖詠經上

在1225年之前，哈康四世和他的情婦Kanga the Young（只知其名字）有兩個非婚生子女。他們是：
- 西居爾（1252年逝世）[60]。
- 塞西莉亞（死於1248年）。於1241年與未代牧杖黨國王菲利普·西蒙森的侄子男爵格雷戈里烏斯·安德森結婚。她於1246年喪偶，於1248年嫁給群島王國國王哈拉爾德·奧拉夫松（英语：Harald Olafsson）。他們在同一年的返回群島王國途中雙雙淹死[36]。

1225年5月25日，哈康四世與瑪格麗特·斯庫勒斯多塔結婚，他的競爭對手斯庫勒·巴爾德森的女兒 。他們的孩子是：
1. 奧拉夫（生於1226年），早夭[60]。
2. 幼王哈康（1232年－1257年）。於1251年與瑞典政治家伯爵比爾耶爾的女兒列潔莎·比爾耶爾斯多塔（英语：Rikissa Birgersdotter）結婚。他於1240年被父親任命為國王和共治者，但他比父親早逝[61]。
3. 克里斯蒂娜（1234年－1262年）。於1258年與卡斯蒂利亞國王阿方索十世的弟弟卡斯蒂利亞的費利佩王子（英语：Infante Philip of Castile）結婚。她逝世時並沒有子嗣[62]。
4. 馬格努斯六世（1238年－1280年）。於1261年與丹麥國至埃里克四世的女兒英格堡（英语：Ingeborg of Denmark, Queen of Norway）結婚。在幼王哈康死後，他被任命為國王和共治者。父親去世後，他繼承王位成為挪威國王。

## 流行文化
“Håkon”和“Kristin”是1994年冬季奧運會的吉祥物。“Håkon”以哈康四世和“Kristin”是以他的姑姐挪威的克里斯蒂娜而命名。
在電影最後的王（2016）中，嬰兒哈康四世由Jonathan Oskar Dahlgren飾演。